# Тадија Сондермајер
Тадија Сондермајер (Београд, 19. фебруар 1892 — Београд, 10. октобар 1967) био је српски и југословенски авијатичар, војни и цивилни пилот, истраживач авантуриста, први школован ваздухопловни инжењер, популаризатор авијације, полиглота и друштвени активиста.
Као 35-годишњи пилот заједно са војним пилотом поручником Леонидом Бајдаком обавио је успешан етапни лет једномоторним тандем двоседом авионом Потез 25, од Париза до Бомбаја, и назад, до Београда, од 20. априла до 2. маја 1927. године, прелетевши 14.800 km у 13 етапа, чиме су стекли националну и светску славу. Као резултат овог лета сврстали су се међу прве особе у историји које су извеле трансконтинентални лет спојивши том приликом два дела света, Европу и Азију. Током овог историјског лета начинио је ауто-фотографију која спада међу првим селфијима у авијацији, данас се чува у Музеју ваздухопловства у Београду.
Током Балканских ратова и на почетку Првог светског рата био је коњички официр, да би на Солунском фронту постао војни пилот, одакле одлази због тешке болести на лечење у Француску. Тамо се као српски војни пилот добровољно прикључио француском ваздухопловним снагама на Западном фронту, где је заправо и створена светска војна авијација, учествујући у бројним ваздушним борбама као самостални вођа ловачке патроле у елитној војној ескадрили „родама“ (која и данас постоји) специјализоване за дејстава против ескадриле „летећег циркуса“ предвођених немачким асом Манфредом фон Рихтхофеном, званог Црвени Барон. Током ваздушне битке, 21. маја 1918. године, немачки „фокери“ су се обрушили и изрешетали његов авион који се претворио у буктињу. Преживео је обарање авиона у коме је готово изгорео задобивши бројне опекотине, чије ће ожиљке на телу као и тетоважу роде на грудима чак са поносом носити до краја живота.
Након мукотрпног опоравка и завршетка рата наставио је школовање у Паризу где је постао први српски школован ваздухопловни инжењер. По повратку у земљу прикључује се Војном ваздухопловству када истовремено постаје један од оснивача националног Аероклуба (чије ће активности касније наставити Ваздухопловни савез Југославије) у својству потпредседника где активно ради на популаризацији и развоју спортске авијације, а 1935. изабран је за потпредседника Међународне аеронаутичке федерације.
Био је један од оснивача и дугогодишњи директор Друштва за ваздушни саобраћај Аеропут, првог српског и југословенског комерцијалног авио-превозника, којим је утемељена савремена цивилна путничка авијација на овим просторима. У Априлском рату налазио се на месту команданта Транспортне групе војног ваздухопловства са чијим авионима је успостављен ваздушни мост између Југославије и Грчке где су нашли привремено уточиште чланови владе и млади краљ док је сам пуковник Сондермајер остао у окупираној земљи. Након рата, био је на робији и више се није бавио летењем али је учествовао у другом величанственом подухвату јер се запослио као инжењер у грађевинском предузећу, које је од самог почетка било ангажовано на изградњи Новог Београда, са чијих градилишта је посматрао прелете авиона ЈАТ-а.

## Детињство и младост
Тадија Сондермајер је рођен 1892. године, у Београду, у Краљевини Србији. Његов отац др Роман Сондермајер, немачко-пољског порекла, рођен у Черновици, Буковина, у Аустроугарској 1861. године, дошао је са Краковског универзитета где је био доцент за хирургије у Београд, 1886. године. Био је хирург, санитетски пуковник, један од управника војне болнице и оснивач хируршког болничког одељења. Оженио се са Станиславом Ђурић, кћерком генерала Димитрија Ђурића, министра војног у два мандата, наставника и управника Војне академије, и унука др Димитрија Матића, министра просвете, заст. министра иностраних послова, председник Народне скупштине, проф. Лицеја и др. Станислава се касније бавила хуманитарним и добротворним радом. Роман и Станислава су имали четворо деце, три сина и једну кћерку. Тадија Сондермајер је успешно положио матурски испит 1910. године у Другој београдској гимназији. У октобру, исте године, одлази у Немачкој где започиње студије на архитектонском одсеку Техничког факултета.

## Ратови и авијација
Када је избио Први балкански рат напустио је студије у Немачкој и пријавио се у Српску војску као добровољац, 1912. године. На основу образовања, заједно са другим братом, Владиславом, примљен је за коњичког официра у чину потпоручника. Исте године, њихов отац, активни официр, постављен је за Начелника ратног санитета, који ће на том положају остати стицајем околности све до 1918. године. Док ће супруга и мајка, Станислава, потпредседница друштва „Кола српских сестара“ бити ангажована на хуманитарном раду организовањем курсева за болничарке који ће завршити многе младе девојке. Након Балкански ратова избија Велики рат. Сондермајерови су поново ангажовани, три мушка члана се налазе у војсци док је Станислава преминула на почетку рата. Најмлађи брат Станислав, немајући мира, скрхан болом због преминуле мајке али и ношен родољубљем жели да се попут браће и оца прикључи војсци у одбрани отаџбине. 16-годишњи Станислав-Сташа несвршени гимназијалац бежи од куће и креће на линију фронта у потрагу за братом Тадијом који је са својим 4. коњичким пуком водио огорчене борбе у Мачви и планини Цер - по којој ће овај оружани сукоб касније у историји бити познат као Битка на Церу. Пошто није пронашао брата, прикључује се као добровољац у најближој јединици, са којом ће током првих непријатељских напада веома млад погинути, 23. августа 1914. године. Вести о погибији силно ће уздрмати Сондермајерове, поготово Тадију, којег је и тражио на фронту а и за кога је био највише везан. Међутим, након прве неуспеле непријатељске офанзиве, долази до Борбе на Дрини па потом и Колубарске битке крајем 1914. године. Након победе и протеривања противнички снага, у јануару 1915. година код заробљених аустроугарских војника избија епидемија тифуса која се муњевитом брзином шири Западном Србијом и односи животе десетинама хиљада војника и цивила. У октобру 1915. године Централне силе покрећу нову офанзиву на Србију познату као Тројна инвазија. Здружене снаге, Аустроугарске армије и 11. немачке армије нападају са запада и севера док две комплетне бугарске армије прекидају комуникацију долином Вардара са Грчком. Српска војска и избегли народ крећу у повлачење ка обали Јадрана преко планина Албаније и Црне Горе. Сондермајерови, као официри са својим јединицама прелазе завејане планине током зиме 1915/1916. а потом се пребацују на острво Крф.
Априла 1916. године улази у ваздухопловство, августа исте године успешно је завршио извиђачки курс у Седесу код Солуна. После тога прелази у ескадрилу у Вертекопу, где је остао до 1917. године. Други брат, Владислав, је такође постао ваздухопловни извиђач и пилот. После курса за пилота-извиђа Тадија је распоређен у ескадрилу 2. српске армије. На Солунском фронту је, поред, извиђачке службе, вежбао да сам управља авионом и за кратко време добио звање војног пилота. Крајем новембра 1917. године Сондермајер је обелео од тешке болести-маларије због чега је упућен на тромесечно лечење у Француску. Уместо планираних три, у болници је провео само месец дана, а затим се јавио у Школи акробације у Поу. По завршетку ове школе, као најбољи стрелац на ловачким авионима у својој групи, завршио је и Вишу школу гађања у Казоу, након чега је тражио да буде упућен у једну ловачку групу на француском фронту како би се у пракси усавршавао пре повратка на Солунски фронт. Почетком марта 1918. године упућен је у најбољу ловачку групу „Рода“, којом је командовао чувени ваздухопловни ас Гинемар, а после његове погибије још већи ас, Рене Фонк. Ова група од 60 ловачких авиона обављала је борбене задатке на најтежим ратиштима Западног фронта (Види групну фотографију, од 6. маја 1918, са Западног фронта на којој се налазе војни официри и пилоти „Рода“ међу којима су Рене Фонк, Тадија Сондермајер и др.). За тринаест недеља Сондермајеровог боравка у овој ескадрили, од 1. марта до 21. маја, променила је седам аеродрома. Током једне борбе, када се враћао у базу са испражњеним митраљезом, Сондермајера су над непријатељским линијама напала три немачка ловца. Спасао се тако што је за све време лета изводио акробације, због чега непријатељ није успео да га обори. Од 15. априла до 21. маја, његова група је за противника имала ескадрилу „летећег циркуса“ састављену од ловаца „Фокера“ чувеног немачког авијатичара Рихтхофена, познатијег као Црвени барон Само за тих пет недеља група је оборила 265 авиона, од који Сондермајер два, мада му један није признат јер је био оборен иза непријатељских линија. Сам Сондермајер као пилот-ловац је учествовао у патролама које су други водили у многим борбама, а 15. маја постао је самосталан вођа патроле. При повратку са другог лета, 21. маја после подне, истог дана када је у преподневним сатима оборио авион, његов авион је био погођен након чега се запалио. Иако је успешно слетео, док је авион био у пламену, тешко је повређен. Изгорели су му одело и коса, и лаке опекотине је добио по глави и телу и врло тешке на ногама. Након операције провео је четири месеца у болници. Пробој Српске војске Солунског фронта, у септембру, као и брзо напредовање пратио је из болничке постеље. Након демобилизације завршио је Вишу аеронаутичку школу (фр. École aéronautique supérieure) у Паризу, која и данас постоји, и стекао диплому ваздухопловног инжињера. По завршетку ове чувене ваздухопловне школе, вратио се у Београд, 1922. године.

## Аероклуб
У Београду су војни пилоти и ветерани из Великог рата основали Аероклуб , 22. октобра 1921. године, чији је основни задатак био популаризација код народа и систематски развој авијације. За почасног председника изабран је др Арчибалд Рајс а за председника Матија Хођера. По повратку војног пилота Сондермајера са школовања из Француске Аероклуб добија нови подстицај. Прва редовна Скупштина је одржана, 14. маја 1922. године, која је донела одлуку о промени назива, усваја клупска правила и извршила први избор управног и надзорног одбора. Установљене су чланске карте, донета је одлука о оснивању пододбора широм земље, али и једна веома важна одлука да чланови Аероклуба могу постати особе које нису авијатичари. За председника је изабран Матија Хођера а за потпредседника Тадија Сондермајер, који већ исте године врши преговоре са челницима авио-компаније „Франк-Румен“, која је вршила саобраћај од Париза до Истанбула, о успостављању ваздушног саобраћаја на овој линији преко Београда. Након успешних преговора, Влада је склопила уговор са авио-компанијом, 30. јануара 1923. године. Први авион авио компаније Франко-Румен (1925. мења назив у СИДНА, a 1933. ушла је у састав Ер Франса), СПАД 56С, слетео је на аеродром код Јабуке, недалеко од Београда и Панчева, 25. марта 1923. године. Тако је успостављена линија Париз – Истанбул, преко Стразбура, Прага, Беча, Будимпеште, Београда (Панчева) и Букурешта, чиме је Краљевина СХС први пут укључена у систем међународног ваздушног саобраћаја, само четири године након отварања прве редовне линије ваздушног саобраћаја у свету. Та компанија је саградила више хангара у којима су формиране радионице за одржавање и ремонт авиона. У децембру 1922. године Аеороклуб постаје члан Међународне аеронаутичке федерације (фр. Fédéeration Aéoranutique Internastionale - FAI). На трећој редовној Скупштини Аероклуба, 30. март 1924. године за председника је изабран члан краљевске куће, кнез Павле, чиме су активности на популаризација авијације добили огроман значај код свих представника друштва. За потпредседника је поново изабран Сондермајер, који ће на тој функцији остати до 1941. године. Аероклуб оснива часопис „Наша крила“, чији је први број изашао, 1. јуна 1924. године и излазио је једном месечно а од 1938. године прелази на недељно издање. Први уредник часописа је био Милош Црњански. Тадија Сондермајер и Милош Црњански су имали двобој 1926. године.
Главни одбор Аероклуба приређује, од 17. октобра до 11. новембра 1924. године, прву авијатичарску изложбу у престоници коју је посетило 25 хиљада лица. Том приликом је било изложено 5 авиона, конструкције авионских крила, авио-мотори, радио-телеграфија, падобрани и авио-бомбе. Од 1. до 3. маја 1931. године, одржана је Међународна авијатичарска „звездаста“ утакмица у Плзењу, у Чехословачкој, на којој је учествовало 19 такмичара из Чехословачке, Југославије, Румуније и Швајцарске. Утакмица у прецизном летењу одржана је 1. маја од 14,30 до 16,00 сати на релацији Праг – Плзењ. Прва три места су заузели пилоти Аероклуба Југославије следећим редоследом: 1. Тадија Сондермајер; 2. Андра Митровић; и 3. Д. Станисављевић. Том приликом, Сондермајер, освојио је награду председника Чехословачке Републике. У исто доба, у пролеће 1931. године, оснива се један од најзанимљивијих месних пододбора у Универзитету у Београду Академски Аероклуб, академска секција Аероклуба. Просторије клуба су се налазиле на Техничком факултету, а први председник је био универзитетски професор инжењер Богић Кнежевић. За разлику од других клубова, Академски аероклуб се бави конструктивном делатношћу. У радионицама Техничког факултета израђују се једрилице, а практична обука у летењу се обавља у аероклупској једриличарској школи на Златибору.
Управни одбор Аероклуба Југославије донео је на својој седници одлуку о изградњи Дома. Новац за куповину земљишта и градњу Дома прикупљен је организовањем томболе које су тада биле популарне широм земље. За изградњу је прикупљено 2.007.984 динара. Стручна комисија, приликом израде пројекта, захтевала је да се пажња посвети удобности, лепој обради и репрезентативности здања. Пројекат је урадио архитекта и пилот Војин Симеоновић, у тада савременом стилу Арт декоа, а док је камен темељац постављен на пригодној церемонији 1932. године. Здање Дома Аероклуба Југославије „Наша крила“ свечано је отворена 1934. године. Као делегат Аероклуба учествује на конгресима ФАИ, а изабран је и за једног од потпредседника те организације на Конгресу у Дубровнику 1935. Као један од најагилнијих организатора спортског ваздухопловства у Југославији знатно је допринео развоју и популарности те спортске гране у обуци стручних кадрова.
Био је ожењен Милицом Петровић, кћерком бригадног генерала др Михаила Петровића, хирурга која је после његове смрти већи део писане заоставштине и одликовања предала Музеју ваздухопловства у Београду. Имали су два сина.

## Авантуристички лет Париз — Бомбај
Почетком 1920-их, Команда ваздухопловства у Петроварадину доноси одлуку реализацији изградње војно-цивилних објеката аеродромске инфраструктуре у већим градски центрима у земљи. Истовремено са оснивањем нових ваздухопловних лука започела је и акција за формирање прве националне авио-компаније. Управа Аероклуба се повезивала са угледним личностима из политичког и војног врха државе, али и са индустријалцима, трговцима и банкарима, настојала да их заинтересује за оснивање домаћег друштва за ваздушни саобраћај. Из своје средине задужила је Војина Ђуричића, Миодрага Милетића, Тадију Сондермајера и Андру Петровића да испред Аероклуба сачине студију оправданости оснивања једног домаћег друштва за ваздушни саобраћај. На конференцији одржаној 6. фебруара 1926. године у просторијама Државне хипотекарне банке, на којој су се окупили привредници и пријатељи авијације из Београда, Загреба и Новог Сада, усвојена су правила Друштва за ваздушни саобраћај „Аеропут“, а сви учесници конференције постали су његови оснивачи. У исто време, свечано су отворени савремени аеродроми, Загреб – Боронгај 1926. године, и Београд, код Бежанијске Косе, 25. марта 1927. године, уз велико народно весеље и акробацију укупно 25 авиона ловаца типа „Девоатин“. Правила авио-компаније су упућена у Министарство трговине и индустрије које их је одобрило 13. марта 1926. године. После тога приступило се уписивању акција. Међутим, упис акција текао је испод очекивања и било је јасно да је даље рад бесмислен ако се претходно не закључи уговор са државом да би се Друштву загарантовала потребна помоћ у новцу и натури. Овај уговор је потписан 25. јануара 1927. али упис акција ни даље није ишао жељеним темпом. Од планираних и неопходних 24.000 акција (тј. шест милиона ондашњих динара, потребних за куповину авиона), до краја марта 1927. године било је уписано и уплаћено тек око 10%, због чега је, у складу с важећим законом о акционарским друштвима, запретила опасност да Аеропут буде укинут.
.
Решење за убрзавање уписа акција нашао је инжењер Тадија Сондермајер, члан управе Друштва, резервни капетан и пилот. Предложио је да заједно с пилотом поручником Леонидом Бајдаком, обави етапни лет авионом од Париза до Бомбаја, и да на тај начин докажу вредност и способност авијатичара, рачунајући при томе на пропагандне ефекте за афирмацију домаћег ваздухопловства и бржи упис акција. За овај подухват Тадији узор је био пољски војни пилот Болеслав Орлински који је заједно са Леоном Кубјаком, од 27. августа до 25. септембра 1926. године, летео од Варшаве до Токија (10,300 km) и назад, у авиону Бреге 19 А2. Потпору за лет су добили од Министарства војске и морнарице, које је уступило један од у то време најбољих авиона Потез 25 са једним мотором Лорен Дитрих снаге 330 kW. У исто време купљена је и лиценца по којој се у земунској фабрици авиона Икарус овај авион производио од 1928. до 1932. године. Ради повећања долета авиона серијске производње намењен за овај лет уграђени су у Француској додатни резервоари горива, који су омогућавали долет од 2.000 km. Такође су уграђени најмодернији навигациони инструменти тога доба с обзиром да су прелетана велика ненасељена пространства Блиског истока и Југозападне Азије. Након кратких припрема, на лет су кренули из Париза 20. априла 1927. године. Летели су преко Београда и Мале Азије, односно Републике Турске до Алепа, у француској Сирији. Из Алепа су летели преко Багдада до Басре, у британској Месопотамији. Током ове етапе главни оријентир су им представљале прелепе античке реке Еуфрата и Тигра. Међутим, од Блиског истока па све до реке Инд су их често пратиле пустињске олује и снажни ветрови које су авион скренули са предвиђеног правца, што је у неким тренуцима представљало опасност за летилицу и пилоте. Из Басре су потом летели изнад обале Персијског залива која им је представљала оријентир до Ђаска, у независној Персији којом је владао Шах. Из Персије су потом летели поново али овог пута изнад обале Арабијског мора до Карачија у британској Индији (данашњи Пакистан). Последњу етапу до предвиђеног циља представљао је лет од Карачија до Бомбаја (данашњи Мумбај, у независној Индији). У повратку су искусни пилоти у неколико наврата избегли критичне ситуације. На крају, после пређених 14.800 km, у 14 етапа и 11 дана путовања током којих је било 89 сати ефективног лета пилоти су слетели у Београд, 2. маја 1927. године. На Земунском аеродрому се искупило преко 30.000 људи који су дошли да поздраве своје хероје, а војници који су уредовали око авиона при слетању су пилоте на раменима изнели из авиона. Величанственом догађају се придружила и штампа која је данима после тога писала о том догађају. Два одважна пилота похваљена су наредбом министра војске и морнарице армијског генерала Стевана Хаџића за „показану храброст, пожртвовање, истрајност, издржљивост и залагање за част и славу наше убојне снаге... као најпредузимљивији и најсмелији међу нашим храбрим авијатичарима“, а 25. јула су одликовани Орденом белог орла четвртог реда. Три седмице након повратка из Бомбаја, Тадија је сазнао за вест да је амерички пилот Чарлс Линдберг самостално извео нон-стоп лет преко Атлантског океана једнокрилним авионом једноседом са затвореном кабином „Дух Сент Луиса“ („The Spirit of St. Louis“) од Њујорка до Париза 20. и 21. маја 1927. године, у трајању од 33 сата и 30 минута.
Одјек Тадијиног значајног подвига се огледа и у томе што је за наредна три месеца уписано више од 30.000 акција друштва Аеропут и на тај начин му омогућило несметано пословање и даљи развој. Из овог примера се види далековидост Тадије Сондермајера и осећај за маркетиншки приступ проблемима пословања. Тако је 17. јуна 1927. године у протокол трговачког суда уписана прва компанија за цивилни авио-транспорт, Друштво за ваздушни саобраћај А. Д. Аеропут, чији је основни циљ било „установљавање саобраћаја аеропланима и хидропланима између главних градова Отаџбине“, а потом и повезивање са свим важнијим ваздушним линијама у земљи и великим међународним авио-путевима. На челу Управе „Аеропута“ изабран је за директора инжењер Тадија Сондермајер, док је за технички директора постављен инжењер Миленко Митровић, Др Андра Митровић директор општих послова, Мата Хођера директор саобраћаја, и Владимир Стрижевски шеф пилота.

## Аеропут

### Почеци и прве ваздушне линије
Први авиони „Аеропута“ стигли су на Ваздушно пристаниште Београд почетком фебруара 1928. године. Управа „Аеропута“ је купила шест авиона двокрилца од француске компаније типа Потез 29/2, који је имао добре карактеристике, посаду су чинила два члана, имао је пет седишта за путнике, долет до 500 km, са мотором 450 КС, летео је брзином од 210 km на сат, а пртљажник је примао терет до 250 kg. Први промотивни лет „Аеропута“ је обављен на линији Београд - Загреб, 15. фебруара 1928. године. Авион типа Потез 29/2, регистарских ознака X-SECD, под називом „Београд“ полетео је са Ваздушног пристаништа Београд, код Земуна, и 2 и по сата касније је слетео на аеродром Боронгај код Загреба. Пилоти у авиону су били директор Аеропута Тадија Сондермајер и Владимир Стрижевски, а док су први путници били пет новинара и фото-репортера. Овим летом је промовисана од стране „Аеропута“ прва будућа редовна линија домаћег ваздушног саобраћаја. На линији Београд - Загреб авиони „Аеропута“ су током прве године летели сваког дана, осим недеље, све до новембра, када је, због зимских услова, авиосаобраћај прекинут. И поред високе цене карте и страха путника од летења, одзив путника је, био већи од очекиваног, тако да је било више од 80% попуњених места. Први пилоти су били руски емигранти са великим летачким искуством војних пилота: Владимир Стрижевски, Виктор Никитин и Михаило Јарошенко. Уговор о превозу поште, закључен јануара 1929. између Министарства пошта и телеграфа и „Аерпоута“, стабилизовао је делатност авио-превозника. Исте године, 1929, авио-компанија „Аеропут“ је постала члан Међународне уније за ваздушни транспорт (ИАТА). Аеродром Загреб укључен је у међународни ваздушни саобраћај 7. октобра 1929. године успостављањем линије Београд – Загреб – Грац – Беч када је „Аеропут“ промовисао своју први међународну ваздушну линију авионом Потез 29. У току летачке сезоне 1929. године „Аеропут“ је обавио 510 летова и превезао 1.830 путника (1.705 у домаћем и 125 у међународном саобраћају). Приходи од летења су те године били на граници рентабилности. Годину дана касније, маја 1930. и поред тога што није имала адекватан аеродром, и Скопље је укључено од авио-компаније „Аеропут“ у међународни путнички саобраћај, истим моделом авиона, на линији Београд – Скопље – Солун. У исто време, „Аеропут“ успоставља ваздушни саобраћај Београда са Сарајевом и Подгорицом и Загреб са Сушаком. Јуна 1931. године отворена је и ваздушна линија Београд – Сарајево – Сплит – Сушак – Загреб. Те 1931. године, број летова је удвостручен (1.068 редовних и 15 ванредних), број путника је порастао за око 600 (око 2.400), превоз робе и пртљага досегао је око 50 тона, док је коначно чиста добит остварена од 1,4 милиона динара. Због солидног пословања 1931. години набављен је авион Фарман Ф.306.

### Криза 1932—1933.
Даљи развој ваздушног саобраћаја прекинула је светска економска криза која се на нашим просторима осетила 1932. и 1933. године. Економски губици приморали су компанију „Аеропут“ са укине све побочне летове на домаћим линијама и да на међународним линијама Београд – Загреб – Беч и Београд – Скопље – Солун пронађе страног партнера.
Велико смањење обима саобраћаја у 1932. години навело је управу „Аеропута“ да разматра могућности коришћења авиона и ван ваздушног саобраћаја, као што је то рађено у неким развијеним земљама, у којима су авиони коришћени за превоз по поруџбини, у пољопривреди и шумарству, за снимање из ваздуха и рекламирање различитих производа, за панорамске летове и друго. Успешно уништавање шумских штеточина на четинарским шумама у Чехословачкој запрашивањем из ваздуха подстакло је управу „Аеропута“ да понуди дирекцији шума у Сарајеву и Министарству шума и рудника да своје авионе и пилоте ангажује у борби против премножавања лептира губара, чије су гусенице пустошиле четинарске шуме на подручју масива Романије. Министарство шума и рудника прихватило је понуду и својим решењем бр. 12171/32 од 21. маја 1932. године одобрило уговор „Аеропута“. Према закљученом уговору, „Аеропут“ је „добио задатак да обави чисто ваздухопловну страну посла“, док је „све остало: набавку праха, теренску организацију, ентомолошка испитивања узело на себе“ Одељење за шумарство Министарства шума и рудника. За технички посао запрашивања шума „Аеропут“ је адаптирао своја два најстарија потеза 29/2 регистарских ознака „UN-SAB“ и „UN-SAC“. Поред тога, директор Сондермајер да би ублажио последице кризе доноси одлуку заједно са осталим члановима управног одбора о оснивању такси-авијације. Тако су те 1932. године за потребе авио-таксија набављени мали британски „Де Хевилендови“ авиони: ДХ 80. Пус мот; ДХ 83. Фокс мот и ДХ 60. Џипси мот (Видео: ДХ 80. Пус мот у лету и ДХ 83. Фокс мот у лету). Међутим, током кризног периода управа „Аеропута“ се суочила са већ тада застарелом путничком флотом чију окосницу су представљали двокрилни авиони дрвене конструкције Потез 29 са пет путничких седишта, који су пројектовани средином 1920-их и коју је полако требало заменити како би остали у „игри“, односно конкурентни страним авио-превозницима. Након више седница, Управни одбор на челу са директором Тадијом Сондермајером донео је одлуку да се наруче два „Де Хевилендова“ нискокрилна тромоторна авиона Спартан Крузер металне конструкције са осам места за путнике. Авиони су испоручени 1933. године а још један модел овог авиона набављен је 1935. Међутим, током тог пионирског периода путничке авијације, снажан ударац авио-превознику „Аеропут“, представљала је и авионска несрећа, узрокована атмосферским приликама, путничког авиона типа Фарман Ф.306 која се догодила 12. септембра 1933. године, у рано јутру непосредно по узлетања авиона са аеродрома у Љубљани.
Опоравак од економске кризе је био успорен. Услед кризе каснило се са обнављањем саобраћајних линија према Зетској и Приморској бановини. Незадовољавајући однос државе према ваздушном саобраћају, који је често доживљаван као луксуз али не као државна потреба, најдиректније је утицао на слабу развијеност мрежних линија и цивилног саобраћаја.

### Опоравак и нагли успон
Након економског опоравка који је уследио 1934. године, „Аеропут“ обнавља своје ваздушне линије. Током 1935. године „Аеропут“ је обавио 97% планираних летова, готово удвостручен број превезених путника (4.273) и повећао превоз пртљага, поште и робе. Године 1935. у земљи је било 13 аеродрома са хангарима и 10 аеродрома без хангара. Исте године, „Аеропут“ је пустио у промет аеродром који је сам изградио у околини Дубровника. Године 1939, „Аеропут“ је превезао 13.025 путника (60% више него 1938), 132.244 kg терета, 10.594,6 kg поштанских пошиљки, 6.723 kg робе и 42.054 kg новина. Искоришћеност авиона укључених у ваздушни саобраћај била је за 52% боља него претходних година. На врхунцу свог пословања 1939. године „Аеропут“ је повезивао 17 градова својим линијама, домаће линије су биле дужине 2.776 km, имао 14 авиона, 9 саобраћајних пилота 3 пилота приправника, 5 радио-телеграфиста и 1 радио-телеграфисту приправника. „Аеропут“ је имао 4 авио несреће од којих су три биле проузроковане временским непогодама. Поред података о пословању приказаних на слици, Аеропут се одликовао и добрим резултатима у погледу попуњености авиона и редовности полетања и безбедности летења. Попуњеност авиона у најлошијој години пословања 1933. године износи на домаћим линијама преко 50% а на иностраним око 30%, редовност полетања је била преко 90%. Све ово говори о озбиљности ове компаније. За квалитет рада компаније пресудну улогу има руководство фирме. На челу овог тима стајао је инжењер Тадија Сондермајер, пилот. Захваљујући својим лидерским квалитетима Тадија Сондермајер, резервни пуковник, је постављен за команданта транспортне групе кад је Аеропут прикљјучен Ратном ваздухопловству (ЈКРВ) пред почетак рата 1941.

## Одликовања
- Карађорђева звезда са мачевима
- Златна медаља за храброст
- Сребрна медаља за храброст
- Албанска споменица
- Француски ратни крст
- Легија части
- Орден официрског реда